# EMac

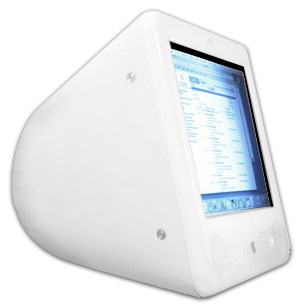
Apple eMac

Apple eMac je zkratkou anglického education Mac, volně přeloženo: Mac určený pro školství. Tyto počítače byly původně vytvořeny pro potřeby škol a ve své době se jednalo o nejlevější model Macu. V průběhu času se měnil výkonově, ale ne vzhledem, takže nejnovější a nejstarší model od sebe prakticky nerozeznáte. Jeho úspory se týkaly hlavně monitoru: obsahuje CRT monitor na rozdíl od iMacu, který už měl ve stejné době LCD.

## Specifikace
První verze z roku 2002 začínala s procesorem IBM PowerPC G4 o frekvenci 700 nebo 800 MHz a grafickou kartou nVidia GeForce 2 MX s pamětí 32 MB.
Na trh byla uvedena v dubnu 2002 a její prodej byl ukončen v květnu 2003.
- Procesor: PowerPC G4 7450, frekvence 700 nebo 800 MHz
- Systémová sběrnice: 100 MHz
- 128 nebo 256 MB PC100 SDRAM (rozšířitelná až na 1 GB)
- nVidia GeForce2 MX 3D 2× AGP (32 MB VRAM)
- 17palcový plochý CRT displej
- Zabudované 18wattové reproduktory
- CD-ROM nebo „Combo drive“ (CD vypalovačka schopná číst DVD), později zahrnuta také „SuperDrive“ (kombinovaná vypalovačka DVD/CD)
- 40 GB HDD
- Volitelně AirPort (Wi-Fi)
- Porty: USB: 3, Firewire: 2, Audio Out: stereo 16 bit mini, Audio In: stereo 16 bit mini
- Síť: Modem: 56 kbit/s, Ethernet: 10/100Base-T

Druhá verze z roku 2003 byla vybavena výkonnějším procesorem s frekvencí až 1 GHz a lepší grafickou kartou ATI Radeon 7500. Na trh byla uvedena v květnu 2003 a stažena v dubnu 2004.
- Procesor: PowerPC G4, 800 MHz nebo 1 GHz
- Systémová sběrnice: 133 MHz
- 128 nebo 256 MB PC133 SDRAM (rozšířitelná až na 1 GB)
- ATI Radeon 7500 AGP 4× AGP (32 MB VRAM)
- 17palcový plochý CRT displej
- Zabudované 18wattové reproduktory
- CD-ROM, „Combo Drive“ nebo „SuperDrive“
- 40, 60 nebo 80 GB HDD
- Volitelně AirPort Extreme
- Porty: USB: 3, Firewire: 2
- Síť: Modem: 56 kbit/s, Ethernet: 10/100Base-T

Třetí verze byla uvedena na trh roku 2004. Ve svých útrobách ukrývala procesor PowerPC G4 o frekvenci 1,25 GHz a nabízela lepší grafickou kartu ATI Radeon 9200. Tento model zároveň obsahoval USB 2.0 a volitelně Bluetooth.
- Procesor: PowerPC G4 7447, frekvence 1,25 GHz
- Systémová sběrnice: 167 MHz
- 256 MB PC2700 DDR SDRAM (rozšířitelná až na 1 GB)
- ATI Radeon 9200 4× AGP (32 MB VRAM)
- 17palcový plochý CRT displej
- Zabudované reproduktory
- „Combo Drive“ nebo „SuperDrive“
- 40 nebo 80 GB HDD
- Volitelně AirPort Extreme, Bluetooth
- Porty: USB 2.0: 3, Firewire: 2
- Síť: Modem: 56 kbit/s, Ethernet: 10/100Base-T

Čtvrtá, poslední verze eMacu nabízela procesor o frekvenci 1,42 GHz, standardně 256 a volitelně 512 MB operační paměti a až 160GB HDD.
- Procesor: PowerPC G4 7447a, frekvence 1,25 nebo 1,42 GHz
- Systémová sběrnice: 167 MHz
- 256 nebo 512 PC2700 DDR SDRAM
- ATI Radeon 9600 4× AGP (64 MB VRAM)
- 17palcový plochý CRT displej
- Zabudované reproduktory
- Bez optické mechaniky, CD-ROM, „Combo Drive“ nebo „SuperDrive“
- 40, 80 nebo 160 GB HDD
- Volitelně AirPort Extreme, Bluetooth
- Porty: USB 2.0: 3, Firewire: 2
- Síť: Modem: 56 kbit/s, Ethernet: 10/100Base-T